# 图鲁夫尔欧佩什
图鲁夫尔欧佩什（法語：Tourouvre au Perche，法語發音：[tuʁuvʁ o pɛʁʃ]）是法国奥恩省的一个市镇，位于该省东部，属于莫尔塔涅欧佩什区。

## 地名
“图鲁夫尔欧佩什”（Tourouvre au Perche）一名在法语中意为“在佩什的图鲁夫尔”，其中“佩什”即佩尔什，是法国的一个传统地区，而图鲁夫尔则是该市镇的前身及主体。

## 历史
图鲁夫尔欧佩什成立于2016年1月1日，由以下10个市镇合并而成：
- 欧特伊（Autheuil）
- 比维利耶（Bivilliers）
- 布勒索莱特（Bresolettes）
- 比贝尔特雷（Bubertré）
- 尚村
- 利涅罗勒（Lignerolles）
- 拉波特里欧佩什（La Poterie-au-Perche）
- 普雷波坦（Prépotin）
- 朗多奈（Randonnai）
- 图鲁夫尔（Tourouvre）

其中图鲁夫尔为政府驻地。

## 地理
图鲁夫尔欧佩什（48°35'25"N, 0°39'5"E）面积93.76 平方千米，位于法国诺曼底大区奧恩省，该省份为法国西北部内陆省份，北起顺时针与卡爾瓦多斯省、厄尔省、厄尔-卢瓦省、萨尔特省、马耶讷省和芒什省接壤。
与图鲁夫尔欧佩什接壤的市镇（或旧市镇、城区）包括：莱萨斯普尔、伊赖、博略、沙朗塞、洛姆沙蒙多、拉旺特鲁兹、隆尼莱维拉日、凡村、维利耶苏莫尔塔涅、圣伊莱尔勒沙泰勒、圣塞罗娜-莱莫尔塔涅、索利尼拉特拉普。
图鲁夫尔欧佩什的时区为UTC+01:00、UTC+02:00（夏令时）。

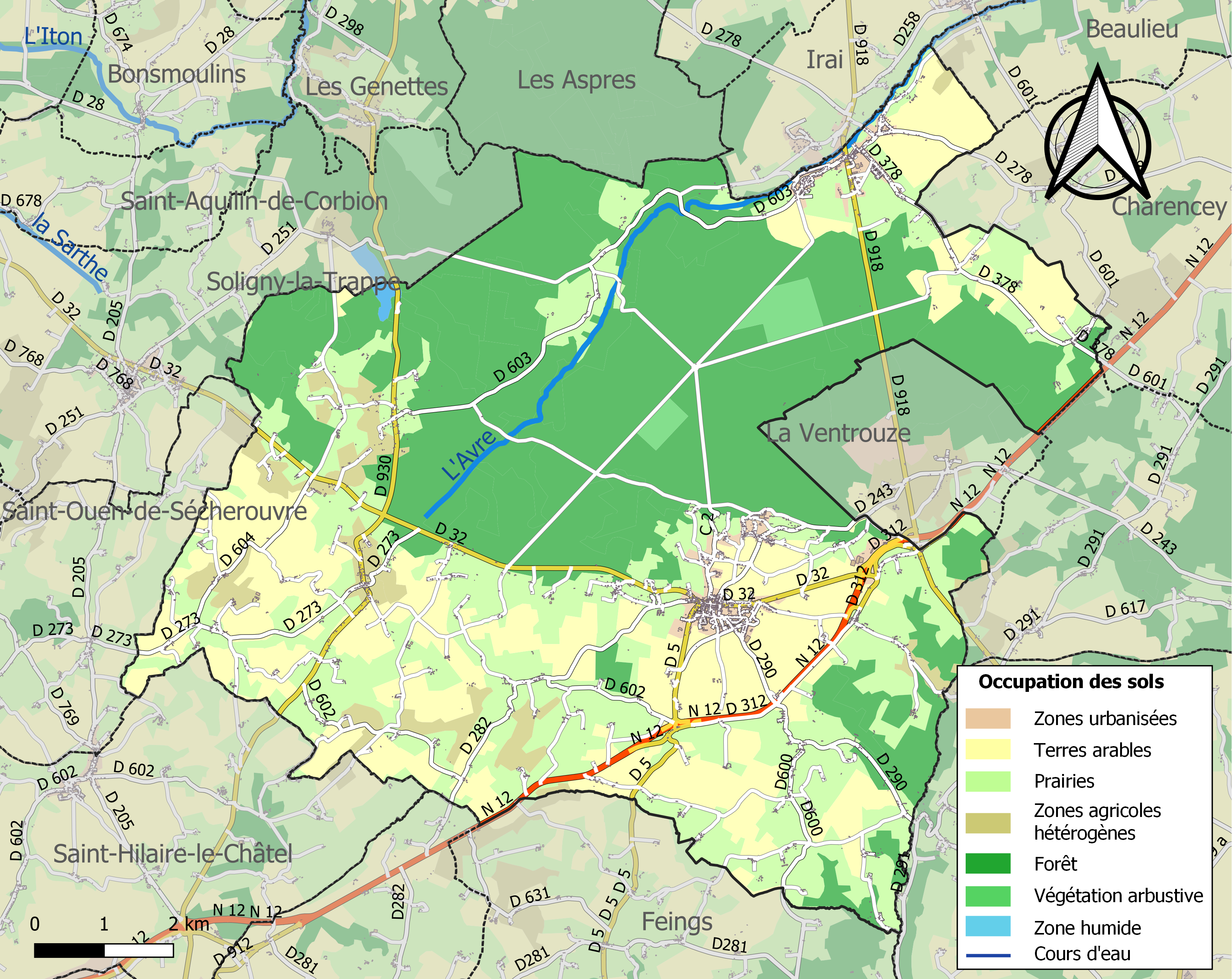
图鲁夫尔欧佩什的OSM定位图

## 行政
图鲁夫尔欧佩什的邮政编码为61190，INSEE市镇编码为61491。

## 政治
图鲁夫尔欧佩什所属的省级选区为图鲁夫尔欧佩什县，同时也是该县的中央投票站所在地。

## 人口
图鲁夫尔欧佩什于2022年1月1日时的人口数量为2989人。